# 프랑코포니아
《프랑코포니아》(영어: Francofonia)는 2015년 공개된 프랑스, 독일, 네덜란드의 드라마 영화이다.

## 출연
- 루이-도 드 렝퀘셍 - 자크 조자르 역
- 베냐민 우체라트 - 프란츠 볼프 메테르니히 역
- 빈센트 네메스 - 나폴레옹 보나파르테 역